# Michaela Pfaffinger
Michaela Pfaffinger (* 28. Januar 1863 in Mattighofen; † 9. September 1898 in Linz) war eine österreichische Malerin.

## Herkunft und Ausbildung
Michaela Pfaffinger wurde als Tochter des Grundbuchführers Michael Pfaffinger und dessen Ehefrau Katharina, geb. Metz, in Mattighofen geboren. Sie war die jüngere Schwester des Juristen, Montanisten und Reichsratsabgeordneten Dr. Rudolf Pfaffinger.
1882 ging sie nach München und erhielt ihre Ausbildung in der Malerei durch die Professoren Lossow, Smith und insbesondere bei Robert Poetzelberger.

## Beruflicher Werdegang
Die Malerin war ab 1896 in Linz wohnhaft, wo sie in den Räumen des Kunstvereins eine eigene Malschule gründete, die sie bis zu ihrem Tod leitete. Ihre Nachfolgerin wurde Bertha von Tarnóczy (1846–1936), die bereits bei der Gründung der Damenakademie des 1882 gegründeten Münchner Künstlerinnenverein eine maßgebliche Rolle gespielt hatte.
Im Linzer Stadtmuseum Nordico und im Oberösterreichischen Landesmuseum befinden sich Bilder der Künstlerin.

## Werke
- Selbstbildnis vor der Staffelei, Pastellkreide, Linz, Schlossmuseum

## Ehrung
- 2002: der Pfaffingerweg im Linzer Stadtteil Kleinmünchen wird nach ihr benannt. Er verbindet die Spaunstraße mit dem Hausleitnerweg.

## Einzelbelege
1. ↑  Taufen Duplikat Mattighofen 9/1863 (Faksimile). Abweichend (etwa  ÖBL) Geburtsjahr 1862.

| Personendaten    | Personendaten           |
| ---------------- | ----------------------- |
| NAME             | Pfaffinger, Michaela    |
| KURZBESCHREIBUNG | österreichische Malerin |
| GEBURTSDATUM     | 28. Januar 1863         |
| GEBURTSORT       | Mattighofen             |
| STERBEDATUM      | 9. September 1898       |
| STERBEORT        | Linz                    |